# Europa-Parlamentet
| Portal | Portal:Den Europæiske Union |

Europa-Parlamentet (uofficielt også EU-parlamentet, forkortet EP) er EU's folkevalgte parlament. Det kaldtes i årene 1971-1993 også EF-parlamentet. Europa-Parlamentet træder sammen i både Bruxelles og Strasbourg. Medlemmerne vælges for fem år ad gangen af befolkningerne i de 27 EU-lande. Parlamentet har 720 medlemmer, heraf 15 danske.
Sammen med Rådet for Den Europæiske Union (Rådet) danner EU-parlamentet den lovgivende magt i EU. Europa-Parlamentet og Rådet udgør det højeste lovgivende organ i EU. 
Der har været afholdt direkte valg hvert femte år siden 1979. Selv om Europa-Parlamentet har den lovgivende magt, har det ikke lovgivningsinitiativet, som de fleste statslige parlamenter i EU har.

## Sammensætning
Hvert land vælger et antal parlamentsmedlemmer, således at intet land fra valget i 2014 har færre end 6 medlemmer eller flere end 96 medlemmer. Hvert land vælger selv sine valgregler, idet der dog er nogle overordnede principper, som skal overholdes – der skal således benyttes en form for forholdstalsvalg.
| Europa-Parlamentsvalg 2024 | Europa-Parlamentsvalg 2024 | Europa-Parlamentsvalg 2024                             | Europa-Parlamentsvalg 2024             | Europa-Parlamentsvalg 2024 | Europa-Parlamentsvalg 2024 | Europa-Parlamentsvalg 2024 |
| Gruppe                     | Gruppe                     | Beskrivelse                                            | Formand                                | MEPere                     | MEPere                     | MEPere                     |
| -------------------------- | -------------------------- | ------------------------------------------------------ | -------------------------------------- | -------------------------- | -------------------------- | -------------------------- |
|                            | EPP                        | Kristendemokrater/Konservative                         | Manfred Weber                          | 188                        |                            |                            |
|                            | S&D                        | Socialdemokrater og socialister                        | Iratxe García Pérez                    | 136                        |                            |                            |
|                            | PfE                        | Euroskeptikere/Højreorienterede                        | Jordan Bardella                        | 84                         |                            |                            |
|                            | ECR                        | Konservative/Euroskeptikere                            | Nicola Procaccini & Joachim Brudziński | 78                         |                            |                            |
|                            | Renew Europe               | Liberale og demokrater                                 | Valérie Hayer                          | 77                         |                            |                            |
|                            | G–EFA                      | Grønne og regionalister                                | Bas Eickhout & Terry Reintke           | 53                         |                            |                            |
|                            | GUE/NGL                    | Forenede Europæiske Venstrefløj/Nordisk Grønne Venstre | Manon Aubry & Martin Schirdewan        | 46                         |                            |                            |
|                            | ESN                        | Ultranationalister/Suverænisme                         | René Aust & Stanisław Tyszka           | 25                         |                            |                            |
|                            | NI                         | Uafhængige                                             | ingen                                  | 33                         | Total: 720                 |                            |

| Tyskland   |  | 96 (13.33%) |
| Frankrig   |  | 81 (11.25%) |
| Italien    |  | 76 (10.55%) |
| Spanien    |  | 61 (8.47%)  |
| Polen      |  | 53 (7.36%)  |
| Rumænien   |  | 33 (4.58%)  |
| Holland    |  | 31 (4.31%)  |
| Belgien    |  | 22 (3,05%)  |
| Tjekkiet   |  | 21 (2.92%)  |
| Grækenland |  | 21 (2.92%)  |
| Ungarn     |  | 21 (2.92%)  |
| Portugal   |  | 21 (2.92%)  |
| Sverige    |  | 21 (2.92%)  |
| Østrig     |  | 20 (2.78%)  |
| Bulgarien  |  | 17 (2.36%)  |
| Danmark    |  | 15 (2.08%)  |
| Finland    |  | 15 (2.08%)  |
| Slovakiet  |  | 15 (2.08%)  |
| Irland     |  | 14 (1.94%)  |
| Kroatien   |  | 12 (1.67%)  |
| Litauen    |  | 11 (1.53%)  |
| Letland    |  | 9 (1.25%)   |
| Slovenien  |  | 9 (1.25%)   |
| Estland    |  | 7 (0.97%)   |
| Cypern     |  | 6 (0.83%)   |
| Luxembourg |  | 6 (0.83%)   |
| Malta      |  | 6 (0.83%)   |

## Medlemmer

### Danske medlemmer
Danmark havde indtil 1999 16 medlemmer af Europa-Parlamentet. Derefter blev antallet reduceret på grund af EU's udvidelse. Fra 1999-2009 havde Danmark 14 medlemmer. Efter valget den 7. juni 2009 havde Danmark 13 medlemmer af Parlamentet, hvilket blev forøget til 14 danske mandater efter Brexit med effekt fra 1. januar 2020, og til 15 mandater fra valget i 2024.
Ved Europa-Parlamentsvalget den 9. juni 2024 blev følgende danske medlemmer valgt:
| Parti                       | Indgår i | Medlemmer                                              |
| --------------------------- | -------- | ------------------------------------------------------ |
| Socialdemokratiet           | S&D      | Christel Schaldemose Niels Fuglsang Marianne Vind      |
| Radikale Venstre            | RE       | Sigrid Friis Frederiksen                               |
| Det Konservative Folkeparti | EPP      | Niels Flemming Hansen                                  |
| Socialistisk Folkeparti     | G-EFA    | Kira Marie Peter-Hansen Villy Søvndal Rasmus Nordqvist |
| Liberal Alliance            | EPP      | Henrik Dahl                                            |
| Moderaterne                 | RE       | Stine Bosse                                            |
| Dansk Folkeparti            | PfE      | Anders Vistisen                                        |
| Venstre                     | RE       | Morten Løkkegaard Asger Christensen                    |
| Danmarksdemokraterne        | ECR      | Kristoffer Storm                                       |
| Enhedslisten                | GUE/NGL  | Per Clausen                                            |

### Tidligere danske medlemmer af Europa-Parlamentet
Blandt tidligere medlemmer af parlamentet har været flere af Danmarks Statsministre.
Helle Thorning-Schmidt var medlem en enkelt periode fra 1999 til 2004.
Poul Schlüter blev valgt ind i 1994, mens Poul Nyrup Rasmussen blev valgt ind med rekordmange stemmer i 2004.
Andre fremtrædende danske politikere, som tidligere har været medlemmer af Europa-Parlamentet, er for eksempel Bertel Haarder og Lone Dybkjær.
- 1973-1979
- 1979-1984
- 1984-1989
- 1989-1994
- 1994-1999
- 1999-2004
- 2004-2009
- 2009-2014
- 2014-2019
- 2019-2024

## Partigrupper
I Parlamentet sidder medlemmerne ikke efter nationalitet, men i politiske grupper. Partigrupperne har tidligere bestået af mindst 20 medlemmer fra mindst seks medlemslande. Efter valget i 2009 ændredes kravet imidlertid til mindst 25 parlamentarikere, der repræsenterer mindst syv medlemslande. Efterfølgende er dette ændret til 23. Medlemmer af Europaparlamentet, der ikke er medlem af en gruppe, kaldes løsgængere. 
Ændringen blev gennemført af de to store partigrupper EPP (konservative) og PES (socialdemokrater). Den vil gøre det vanskeligt for de EU-kritiske grupper IND/DEM og UEN at fortsætte efter valget. Ændringen blev stemt igennem Parlamentet på trods af et flertal imod ændringen i udvalget. Forslaget fra den britiske socialist Richard Corbett gik oprindeligt ud på at hæve kravet til 30 medlemmer, men et ændringsforslag fra Hanne Dahl sænkede kravet til 25 medlemmer.
Per 2024 er der otte partigrupper, som består af partier fra flere lande:
     EPP er den konservative og kristendemokratiske gruppe i EU-Parlamentet bestående af Europæisk Folkeparti (European People's Party, EPP). I Danmark er Det Konservative Folkeparti medlem af det Europæiske Folkeparti og dermed også medlem i EPP-gruppen i EU-Parlamentet. (188 medlemmer)
     S&D er den socialdemokratiske og socialistiske gruppe i EU-Parlamentet. PSE står for De Europæiske Socialdemokrater (Party of European Socialists). I Danmark er Socialdemokraterne medlem af PSE og PSE-gruppen i EU-Parlamentet.  (136 medlemmer)
     PfE (Patrioter for Europa) er en højreorienteret EU-kritisk gruppe i EU-Parlamentet. I Danmark er Dansk Folkeparti medlem af gruppen. (84 medlemmer)
     ECR (European Conservatives and Reformists) (ECR). Består primært af medlemmer fra det britiske konservative parti, dog med nogle fra den nu ikke-eksisterende UEN-gruppe. ECR er konservative og kritiske overfor EU og vil begrænse indflydelsen på staternes suverænitet. Fra Danmark sidder Danmarksdemokraterne i gruppen. (78 medlemmer) 
     RE (Renew Europe Group) er den liberale gruppe i EU-Parlamentet bestående af de to europæiske partier Alliancen af Liberale og Demokrater for Europa (Alliance of Liberal and Democrats for Europe, ALDE) og Europæisk Demokratisk Parti (European Democratic Party, EDP). RE er den tidligere ALDE-gruppe. Gruppen skiftede navnet efter at have indgået et samarbejde med det franske parti La République En Marche!. I Danmark er partierne Radikale Venstre, Venstre og Moderaterne medlemmer af ALDE og dermed også medlemmer i RE-gruppen i parlamentet. (77 medlemmer)
     Grønne-EFA er den grønne gruppe i EU-Parlamentet bestående af de to europæiske partier De Europæiske Grønne (European Greens) og Europæisk Fri Alliance (Europeans European Free Alliance, EFA). De Europæiske Grønne er en sammenslutning af grønne partier, mens EFA er en sammenslutning af europæiske mindretalspartier. Fra Danmark sidder Socialistisk Folkeparti i Den Grønne Gruppe. (53 medlemmer)
     GUE/NGL (Forenede Europæiske Venstrefløj/Nordisk Grønne Venstre) er venstregruppen i EU-Parlamentet bestående af de to europæiske partier Europæisk Venstre (European Left) og Nordisk Grønne Venstre Alliance (Nordic Green Left Alliance). I Danmark er Enhedslisten er medlem af GUE/NGL-gruppen. (46 medlemmer) 
     ESN (Suveræne Nationers Europa) er den yderste højrefløjs gruppe i EU-parlamentet. Gruppen er nydannet ved samlingen i 2024 af bl.a. Alternative für Deutschland og Reconquete. Danmark har ingen repræsentanter i gruppen. (25 medlemmer)  
     Uden for grupperne (33 medlemmer)

## Lovgivning og beføjelser
Europa-Parlamentet vedtager og ændrer lovgivning der foreslås af Europa-Kommissionen. Parlamentet har lige beføjelser med Rådet for Den Europæiske Union (også kaldt Rådet eller Ministerrådet) under behandlingen af de lovforslag som Europa-Kommissionen foreslår. 
Ud over lovgivning giver Parlamentet sin holdning til kende gennem initiativbetænkninger og beslutninger.
Parlamentets beføjelser er afhængig af, hvilket politikområde der er tale om. Således har Parlamentet mere indflydelse på EU-budgettet end på landbrugspolitikken, selv om de to hænger uløseligt sammen.

### Budget og regnskab
Parlamentet skal godkende det kommende års budget, ligesom det også skal give decharge (ansvarsfrihed) til tidligere års budgetter.
I 1999 tvang Parlamentet Kommissionen, ledet af Jacques Santer, til at gå af, fordi nogle kommissionsmedlemmer blev beskyldt for at fuske med pengene. Nogle af kommissærerne fortsatte dog indtil Romano Prodi udpegede en ny kommission året efter.
Den 22. april 2009 udsatte Parlamentet godkendelsen af Rådets regnskab for 2007 og forlangte nærmere oplysninger om en række mørklagte tal.

### Landbrug
Efter Lissabontraktaten er trådt i kraft, har Parlamentet lige beføjelser med Rådet inden for landbrugspolitikken.

### Miljø
Under den fælles beslutningsprocedure (ændres til den almindelige beslutningsprocedure ved Lissabontraktatens eventuelle ikrafttrædelse) deler Europa-Parlamentet lige beføjelser med Rådet inden for miljøpolitik.
I forbindelse med forhandlingerne af klimapakken i december 2008 førte Parlamentet således forhandlinger med Rådet indtil få dage før afstemningen i Strasbourg.

### Formandskab
Formanden for Europa-Parlamentet vælges for en periode på 2½ år. Efter valget i 2009 overtog polakken Jerzy Buzek denne post efter Hans-Gert Pöttering. Generalsekretæren er den øverste embedsmand i Parlamentet. I 2008-2009 var det danskeren Harald Rømer, og siden tyskeren Klaus Welle.
Præsidiet er i henhold til forretningsordenen Europa-Parlamentets ledelsesorgan. Det opstiller det foreløbige forslag til Europa-Parlamentets budgetoverslag og træffer afgørelse om administrative, personalemæssige og organisatoriske spørgsmål.
Formandskonferencen tilrettelægger arbejdet i Europa-Parlamentet og de politiske organer og høres om alle spørgsmål, der vedrører planlægningen af lovgivningsarbejdet og forbindelserne til de andre EU-organer og -institutioner.

### Kvæstorerne
Kvæstorerne varetager administrative og finansielle opgaver, som direkte vedrører medlemmerne og deres arbejdsbetingelser.

### Udvalg
Parlamentets udvalg forbereder arbejdet til plenarforsamlingerne. De udarbejder betænkninger om forslag til lovgivning, som Parlamentet medvirker til at udforme, eller som det skal høres om, og desuden om initiativbetænkninger.
Udvalgsformandskonferencen varetager forbindelser og samarbejde mellem de forskellige parlamentariske udvalg.

### Parlamentariske delegationer
Parlamentsmedlemmerne indgår i en række delegationer, der kommunikerer med og besøger parlamenter i resten af verden.
Delegationsformandskonferencen behandler spørgsmål vedrørende arbejdet i de interparlamentariske delegationer og delegationerne til de blandede parlamentariske udvalg.

## Historie
Forløberen for Parlamentet, EKSF-forsamlingen, mødtes første gang i Strasbourg i 1952. I 1962 skiftede den navn til Europa-Parlamentet. Parlamentet var oprindelig en forsamling der blev valgt af medlemslandenes parlamenter. I 1979 fandt de første direkte valg sted, hvilket er sket hvert femte år siden da.

### Begivenheder
| Dato                | Begivenhed |
| ------------------- | --- |
| 10. september 1952  | EKSF-forsamlingen med 78 medlemmer holder sit første møde                                                                                              |
| 1. januar 1958      | Rom-traktaten træder i kraft, og forsamlingen øges til 142 medlemmer                                                                                   |
| 30. marts 1962      | Forsamlingen skifter navn til Europa-Parlamentet |
| 22. april 1970      | Traktatændringer giver Parlamentet visse budgetmæssige beføjelser                                                                                      |
| 16. januar 1973     | Efter UK, Irland og Danmarks tiltræden udvides Parlamentet til 198 medlemmer                                                                           |
| 22. juli 1975       | Traktatændringer giver Parlamentet flere budgetbeføjelser                                                                                              |
| 20. september 1976  | Rådet vedtager at Parlamentets valg skal være direkte                                                                                                  |
| 7.-10. juni 1979    | Ved første direkte valg til Europa-Parlamentet vælges 410 medlemmer                                                                                    |
| 13. december 1979   | Parlamentet forkaster budgettet for første gang |
| 1. juni 1981        | Efter Grækenlands tiltræden udvides Parlamentet til 434 medlemmer                                                                                      |
| 14. februar 1984    | Parlamentet vedtager Spinnellis udkast til en traktat for den Europæiske Union                                                                         |
| 1. januar 1986      | Efter Spanien og Portugals tiltræden udvides Parlamentet til 518 medlemmer                                                                             |
| 1. juli 1987        | Den Europæiske Fælles Akt (EF-pakken) træder ikraft og giver Parlamentet mere magt                                                                     |
| 1. november 1993    | Maastricht-traktaten træder i kraft og giver Parlamentet mere magt                                                                                     |
| Juli 1994           | Efter Tysklands genforening udvides Parlamentet til 567 medlemmer                                                                                      |
| 1. januar 1995      | Efter Østrig, Finland og Sveriges tiltræden udvides Parlamentet til 626 medlemmer                                                                      |
| 15. marts 1999      | Parlamentet truer med mistillidsvotum, og Kommissionen træder tilbage                                                                                  |
| 1. maj 1999         | Amsterdam-traktaten træder i kraft og udvider Parlamentets beføjelser. Rådet og Parlamentet fungerer nu som to kamre på lige fod på de fleste områder. |
| 1. februar 2003     | Nice-traktaten træder i kraft, og Parlamentet tildeles visse mindre beføjelser.                                                                        |
| 1. Maj 2004         | Parlamentet vokser til 732 medlemmer pga. EU-udvidelsen, og de gamle landes medlemstal beskæres som bestemt i Nice-traktaten.                          |
| 1. Januar 2007      | Efter Rumænien og Bulgariens tiltræden udvides Parlamentet til 785 medlemmer.                                                                          |
| Valget i 2009       | Parlamentet består af 754 medlemmer |
| 1. Juli 2013        | Kroatien optages og der vil være 766 medlemmer |
| Efter valget i 2014 | Europa- Parlamentet vil bestå af 751 medlemmer (750 + 1 præsident)                                                                                     |
| Efter Brexit 2020   | Europa-Parlamentet består af 705 medlemmer (704+1 præsident)                                                                                           |

### Mødesteder
Europa-Parlamentet har to mødesteder. Hovedsædet er i Strasbourg, men der er en afdeling i Bruxelles med omtrent de samme faciliteter, herunder en plenarsal. Det meste af administrationen, bl.a. oversættelsesafdelingen, ligger i Luxembourg. Politikerne mødes kun i Strasbourg og Bruxelles. Det daglige arbejde med gruppemøder og udvalgsmøder foregår i Bruxelles. Tolv gange om året er der plenarsamling i Strasbourg, hvor der skal stemmes om de foreslåede lovtekster.
Derfor må folkevalgte, assistenter, journalister, medarbejdere m.fl. rejse fire dage til Strasbourg hver måned.
De to mødesteder har historiske årsager. Da EKSF-forsamlingen mødtes første gang, skete det i Europarådets mødesal i Strasbourg. Sekretariatet lå i Luxembourg, hvor Rådet og Kommissionen dengang havde hjemme. I 1958 flyttede Rådet og Kommissionen til Bruxelles, hvor Parlamentets udvalg også begyndte at holde møder. Plenarmøderne blev fortsat afholdt i Strasbourg.
Fra 1967 til 1979 holdt Parlamentet på eget initiativ flere plenarmøder i Luxembourg. Efter de direkte valg fra 1979 var kun mødesalen i Strasbourg stor nok.
I Luxembourg byggede man en mødesal, men da den stod færdig opstod der modstand, fordi man havde vænnet sig til de bedre forhold i Strasbourg, hvor man fortsat delte den store mødesal med Europarådet.
I tiden herefter ønskede Parlamentet at gennemføre en ændring til ét mødested, men Luxembourg og Frankrig skiftedes til at lægge sag an mod Parlamentet. Frankrig kunne ikke forhindre Parlamentet i at holde ekstra plenarsamlinger i Bruxelles, men det er bestemt ved dom, at der skal finde 12 plenarsamlinger sted i Strasbourg hvert år.
Europa-Parlamentet har således ikke selv beføjelse til at træffe afgørelse om at stoppe mødeaktiviteten i Strasbourg. Det er stats- og regeringscheferne i Det Europæiske Råd, der skal træffe den beslutning.
Der er en del kritik af ordningen, der ofte kaldes "rejsecirkus" eller "flyttecirkus". Der argumenteres for, at ét hjemsted ville spare omkostninger omkring 1.4 mia. kr. om året, energi og CO2-udledning ved flytningerne omkring 19.000 ton. Den svenske Europa-Parlamentariker Cecilia Malmstrøm indledte i maj 2006 en kampagne for at gøre Bruxelles til det eneste mødested, og i midten af september 2006 havde flere end en million EU-borgere skrevet under på kravet.

## PR- og informationsarbejde
Europa-Parlamentet har et informationskontor i København. Det ligger i Gothersgade i Europa-Huset.

### Priser
Parlamentet uddeler Sakharov-prisen, den Europæiske Borgerpris og Karl den Store-Ungdomsprisen (Charlemagne Youth Prize).
Europa-Parlamentets Journalistpris er blevet uddelt siden 2008. Den første pris gik til TV2-programmet Kampen om kemikalierne, som handlede om lobbyisters påvirkning af EU-politikernes arbejde med kemikalielovgivningen REACH. I 2009 gik prisen til Berlingske Tidende for en artikelserie der kritiserede Udlændingeservices vejledning af borgerne efter Metock-dommen.

### Valgkampagne
Parlamentet brugte 18 millioner euro på en kampagne forud for Europa-Parlamentsvalget 2009. Den udførtes af det tyske reklamebureau Scholz & Friends og omfattede blandt andet videokabiner (Choice Boxes) opstillet rundt omkring i europæiske byer, hvor borgerne kunne sende en besked til politikerne i Bruxelles,  indslag på MySpace, Facebook, Flickr og EUtube. Kampagnen var indrettet med budskaber der var tilpasset politiske emner i de enkelte lande, således for eksempel grænse- og indvandringsemnet i Sydeuropa, men computere og sutteflasker på plakater i de skandinaviske lande. Ifølge PR-bureauets direktør Lutz Meyer har Europa-Parlamentet et stærkt varemærke, der genkendes af 85 % af befolkningen, mod f.eks. Armani, der kun genkendes af 67 %.